# Ачиліу
Ачиліу (рум. Aciliu) — село у повіті Сібіу в Румунії. Адміністративно підпорядковане місту Селіште.
Село розташоване на відстані 233 км на північний захід від Бухареста, 21 км на захід від Сібіу, 107 км на південь від Клуж-Напоки, 135 км на захід від Брашова.

## Населення
За даними перепису населення 2002 року у селі проживали 268 осіб, з них 265 осіб (98,9%) румунів. Усі жителі села рідною мовою назвали румунську.